# نبذة عن طب القلب
يوفر المخطط التالي لمحة عامة للطب القلبي، وهو فرع من فروع الطب يتعامل مع اضطرابات القلب البشري.  يشمل هذا المجال التشخيص الطبي وعلاج عيوب القلب الخلقية، ومرض الشريان التاجي، وفشل القلب، ومرض القلب الصمامي والفيزيولوجيا الكهربائية. الأطباء المتخصصون في علم القلب يدعون أطباء القلب.

## ما هو علم القلب؟
يمكن وصف علم القلب كالتالي:
- تخصص أكاديمي.

- من فروع العلوم.
  - من فروع العلوم التطبيقية.
    - من فروع الطب.
      - من فروع الطب الباطن.

## فروع علم القلب
- طب القلب –
  - كهرباء القلب – دراسة الخصائص الكهربائية وأمراض التوصيل للقلب.
    - الكهربية القلبية السريرية – الكهربية القلبية السريرية، هي فرع من تخصص طب القلب، وتهتم بدراسة وعلاج اضطرابات نظم القلب. يُشار عادةً إلى أطباء القلب المتخصصين في هذا المجال باسم أخصائيي كهرباء القلب. يتم تدريب أخصائيي كهرباء القلب على آلية ووظيفة وأداء الأنشطة الكهربائية للقلب.

  - طب القلب الشيخوخي هو فرع من فروع طب القلب وطب الشيخوخة يتعامل مع اضطرابات القلب والأوعية الدموية لدى كبار السن.
  - تخطيط صدى القلب – استخدام الموجات فوق الصوتية لدراسة الوظيفة الميكانيكية/الفيزيائية للقلب.
  - طب القلب التداخلي – استخدام القسطرة لعلاج الأمراض البنيوية والإقفارية للقلب .
  - طب القلب النووي – استخدام الطب النووي لتوضيح امتصاص القلب لنظير مشع باستخدام مصادر مشعة.
- طب قلب الأطفال – يتخصص أطباء قلب الأطفال في تشخيص وعلاج مشاكل القلب عند الأطفال.

## تشريح القلب
قلب –
- أوتار الأوتار –
- الأذين الأيمن –
- – البطين الأيمن-
  - صمام ثلاثي –
- الأذين الأيسر –
- – البطين الأيسر-
  - – الصمام التاجي
- الشغاف –
- – القلب-
- تجويف التامور –
  - الجيب التاموري –
- تامور –

## الفحص البدني
يركز الفحص البدني للقلب على أجزاء من الفحص البدني التي توضح المعلومات حول الأمراض والاضطرابات الموضحة أدناه. من المؤكد أن الحكم السريري يجب أن يوجه الفحص البدني، ولكن فيما يلي بعض الأمور ذات الصلة بالفحص القلبي العام / الواسع.
- نبض الذروة (نقطة النبض الأقصى)
- النفخات : الشريان السباتي ، الكلوي
- وذمة الأطراف السفلية والاستسقاء الذي قد يشير إلى فشل القلب الأيمن
- أصوات القلب ، نفخات القلب ، احتكاك التامور ، نقر صمام القلب الميكانيكي
- تمدد الوريد الوداجي
- فحص الشبكية باستخدام منظار العين للبحث عن علامات ارتفاع ضغط الدم ( نزيف في الشبكية ) واعتلال الشبكية السكري ( بقع من القطن )
- النبضات : السباتي ، ظهر القدم ، الفخذي ، المأبضي ، الظنبوبي الخلفي ، الكعبري ، الصدغي ، الزندي
  - معدل ضربات القلب
  - جودة النبض: نبض متناقض ، نبض صغير وآخرون
- الأصوات التنفسية للطقطقة (الوذمة) وأمراض الرئة الأخرى التي يمكن أن تؤثر على القلب
- يمكن أن يكون للأمراض الروماتيزمية نتائج قلبية كبيرة وهي طويلة جدًا بحيث لا يمكن إدراجها هنا
  - التهاب المفاصل شائع بين الأمراض الروماتيزمية
  - فحص الجلد بحثا عن الطفح الجلدي ( الذئبة الحمامية الجهازية ، تصلب الجلد ، التهاب الجلد والعضلات ، التهاب الأوعية الدموية )
- فحص الجلد
  - اعتلال الأعصاب السكري
  - علامات التهاب الشغاف : آفات جانواي ، عقدة أوسلر ، نزيف شظايا
  - مرض الأوعية الدموية الطرفية
  - ندبات تشير إلى الإجراءات: قص القص ، بضع الصدر ، نافذة التامور ، استئصال باطن الشريان السباتي ، استئصال الغدة الدرقية ، إلخ.
  - انتفاخات الجلد تشير إلى الأجهزة المزروعة: جهاز تنظيم ضربات القلب ، جهاز تنظيم ضربات القلب القابل للزرع، مسجل حلقة قابل للزرع ، تحفيز العصب المبهم
  - طفح جلدي ناتج عن التهاب الأوعية الدموية
  - الزانثوما والزانثيلاسما
- العلامات الحيوية
  - ضغط الدم – ارتفاع ضغط الدم ، مظاهر أمراض القلب الخلقية
  - معدل ضربات القلب – بطء القلب وتسارع القلب
  - معدل التنفس – في حالة الضيق، يسبب ضيق التنفس

## إجراءات مكافحة مرض الشريان التاجي

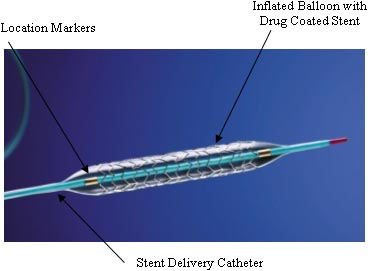
مثال على الدعامة المغطاة بالأدوية. هذا هو نظام الدعامة التاجية المطلية بالباكليتاكسيل TAXUS Express ^{2} ، والذي يطلق الباكليتاكسيل.

ا يمكن علاج مرض الشريان التاجي في الوقت الحالي، ويتطلب في نهاية المطاف العلاج الجراحي إذا تطور.
- جراحة مجازة الشريان التاجي (CABG): ترقيع شريان أو وريد من مكان آخر لتجاوز الشريان التاجي الضيق. يتم إجراؤها من قبل جراحي القلب والصدر، حيث يتم إجراء عملية فتح القص ثم إجراء الطعوم . قد يكون من الضروري إجراء عملية مجازة القلب والرئة . يمكن استخدام الشريان الثديي الداخلي أو الوريد الصافن كطعوم. يتم استخدام الطعوم لتوفير مسار بديل لتدفق الدم حول تضيق الشريان التاجي.
- تعزيز النبض الخارجي المضاد (EECP): مساعدة القلب هوائياً على تحريك الدم باستخدام الأصفاد القابلة للنفخ على الساقين.
- التدخل التاجي عن طريق الجلد (PCI) – إجراءات لعلاج الشرايين التاجية الضيقة عن طريق الوصول من خلال الأوعية الدموية. تعتبر عملية توسيع الأوعية الدموية بهذه الطريقة هي عملية قسطرة الشريان التاجي عن طريق رأب الأوعية الدموية بالطرق التقليدية (كما هو موضح أدناه) ولكنها قد تتضمن أيضًا إدخال دعامات للحفاظ على الأوعية الدموية مفتوحة.
- قسطرة الشرايين التاجية عبر الجلد (PTCA): إدخال قسطرة عبر الجلد ("عبر الجلد") إلى وعاء دموي ("عبر التجويف") لتوسيع تجويف الشريان التاجي عن طريق توسيعه بالقوة باستخدام بالون (" قسطرة الشرايين التاجية ")، ومن هنا جاءت التسمية. إنه أحد أشكال PCI وهو ما يُفهم بشكل عام عند الإشارة إلى "PCI".
- استئصال اللويحة التصلبية – توسيع تجويف الشريان عن طريق إزالة اللويحة التصلبية عن طريق القسطرة. وهذا على النقيض من عملية قسطرة الشرايين التي لا تزيل اللويحة ولكنها تدفعها بعيدًا عن الطريق لزيادة حجم التجويف. تُستخدم هذه الطريقة في المقام الأول في الأمراض الطرفية، ولكن تم استخدامها أيضًا في أمراض الشريان التاجي.
- استئصال بطانة الشريان – توسيع تجويف الشريان عن طريق إزالة اللويحة التصلبية عن طريق الجراحة المفتوحة. يتم إجراء هذه العملية في المقام الأول على الشرايين السباتية ( استئصال باطن الشريان السباتي أو CEA) ولكن تم إجراؤها أولاً على الشريان الفخذي السطحي. على الرغم من عدم إجرائه على الشرايين التاجية، إلا أنه يتم ذكره هنا من أجل استكمال المعلومات.
- الدعامة : توسيع تجويف الشريان عن طريق توسيعه بالقوة باستخدام أنبوب سلكي معدني عن طريق القسطرة. عادة، يتم توسيع الشريان أولاً من خلال رأب الأوعية الدموية (انظر قسطرة الشريان التاجي أعلاه).

## الأجهزة المستخدمة في طب القلب

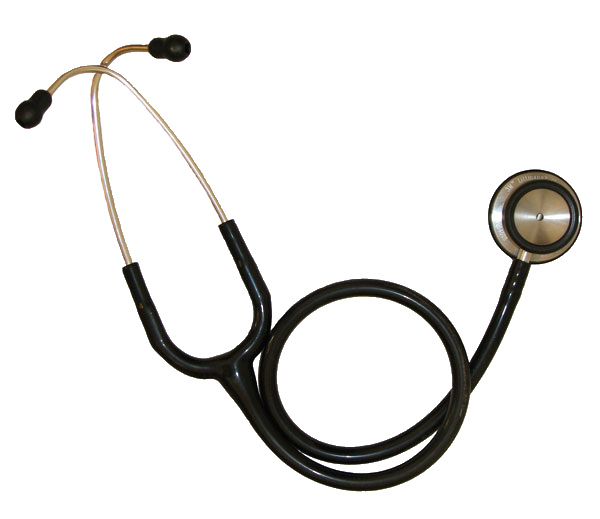
سماعة الطبيب.

- سماعة الطبيب – جهاز صوتي لسماع الأصوات الداخلية بما في ذلك أصوات القلب . سماعة الطبيب هي رمز طبي بامتياز، بغض النظر عن التخصص. يمكن أن تحتوي السماعة الطبية الحديثة على غشاء وجرس، ويمكن تعديل حجمها لتناسب البالغين أو الأطفال. في طب القلب، يتم استخدامه في المقام الأول للاستماع إلى أصوات القلب، ويمكن استخدامه أيضًا للاستماع إلى الأصوات ( السباتية والكلوية لتضيق الشريان الكلوي )، وأصوات الأمعاء ، وأصوات الرئة . يمكن لسماعات الطبيب الإلكترونية تضخيم الأصوات وتسجيلها.
- فرجار تخطيط كهربية القلب – نوع من الفرجار المقسم الذي يمكن استخدامه لقياس الفواصل الزمنية ومقارنة الفواصل الزمنية في تخطيط كهربية القلب . يمكن أيضًا استخدام مسطرة خاصة لقياس الفواصل.
- الأجهزة المستخدمة للحفاظ على الإيقاع الكهربائي الطبيعي:
  - جهاز تنظيم ضربات القلب – جهاز كهربائي مزروع يحل محل جهاز تنظيم ضربات القلب الطبيعي.
  - جهاز مزيل الرجفان – أجهزة كهربائية لتغيير إيقاع القلب باستخدام الطاقة الكهربائية. كما يوحي الاسم، يتم استخدام جهاز مزيل الرجفان لإيقاف الرجفان في القلب. يمكن استخدامه لعلاج الرجفان الأذيني إذا تم استيفاء شروط معينة، ولكنه يستخدم بشكل أساسي لعلاج الرجفان البطيني الذي يهدد الحياة. على عكس ما يروج له الإعلام الشائع، لا يمكن ولا ينبغي استخدام مزيل الرجفان في حالة توقف القلب (خط مستقيم) لأنه ثبت عدم فعاليته في استعادة الإيقاع. إذا كان الشخص في إيقاع غير قابل للتحويل بواسطة جهاز إزالة الرجفان، فيجب البدء في الإنعاش القلبي الرئوي (CPR) أو الرعاية الأكثر تقدمًا.
    - جهاز إزالة الرجفان الخارجي الآلي (AED) – جهاز مزيل الرجفان الخارجي الذي يوجد عادة خارج إعدادات الرعاية الصحية وغالبًا ما يكون مصممًا ليستخدمه أي شخص من خلال التعليمات الشفهية. لقد زادت شعبية أجهزة إزالة الرجفان الخارجية وانتشارها بحيث يمكن إعادة تنظيم نظم القلب للأشخاص الذين يعانون من السكتة القلبية في الأماكن العامة إلى إيقاع أكثر أمانًا قبل وصول المساعدة.
    - جهاز تنظيم ضربات القلب القابل للزرع (ICD): جهاز مزروع لمنع الحالات المهددة للحياة (على سبيل المثال، تسرع القلب البطيني ، الرجفان البطيني ) في الأشخاص المهيئين لهذه الإيقاعات.
- الأجهزة المستخدمة للحفاظ على ضغط الدم :
  - القلب الاصطناعي – مضخة داخلية تحل محل عملية ضخ القلب بشكل كامل.
  - مجازة القلب والرئة (CPB) / جهاز القلب والرئة: مضخة خارجية تتولى وظيفة كل من القلب والرئتين. يستخدم عادة في جراحة القلب والصدر عندما يتم إجراء عملية جراحية على القلب مثل استبدال الصمام المفتوح أو مجازة الشريان التاجي على الجانب الخلفي من القلب. إن جهاز الالتفافية مسؤول عن أكسجة الدم وإزالة ثاني أكسيد الكربون وتسخين الدم (يتم فقدان الحرارة من وجوده خارج الجسم) للحفاظ على درجة حرارة الجسم الأساسية أو تبريد الدم للسيطرة على انخفاض حرارة الجسم وتوفير التخدير المتطاير (على سبيل المثال، الأيزوفلوران ) إذا لم يتم تهوية الرئتين أثناء الالتفافية (يمكن أن تكون الحركة مشكلة أثناء إجراء الجراحة). يتم استخدام محلول شلل القلب لإيقاف القلب عن النبض، ويؤدي الجمع مع انخفاض حرارة الجسم إلى تقليل الطلب على الأكسجين للقلب بشكل كبير (>97٪) بحيث تكون الجراحة ممكنة دون التسبب في ضرر.
  - مضخة البالون داخل الأبهر (IABP): بالون يتم وضعه في الشريان الأورطي الصدري لتكملة الناتج القلبي من القلب. ينبض بعكس اتجاه القلب بحيث ينتفخ أثناء الانبساط ويسترخي أثناء الانقباض. يؤدي الانكماش أثناء الانقباض إلى تقليل التحميل اللاحق (تأثير الفراغ)، وبالتالي تقليل الطلب على الأكسجين في عضلة القلب، ويتضخم أثناء الانبساط لزيادة الضغط الانبساطي مما يزيد من تدفق الدم في الشريان التاجي للقلب (يضخ القلب نفسه أثناء الانبساط، وليس الانقباض).
  - جهاز مساعدة البطين (VAD) – مضخة داخلية لتكملة أو استبدال عملية ضخ البطين. يمكن إحالته إلى جهاز مساعد للبطين الايمن أو جهاز مساعد للبطين الايسر اعتمادًا على ما إذا كان متصلاً بالبطين الأيمن أو الأيسر.

## الاختبارات والإجراءات التشخيصية

يستخدم أطباء القلب مخططات مثل هذا: قلب مع مؤشر تخطيط كهربية القلب

اختبارات وإجراءات تشخيصية مختلفة لأمراض القلب .
- فحوصات الدم
  - ترتبط المستويات المرتفعة من الكوليسترول الضار في الدم بزيادة خطر الإصابة بتصلب الشرايين ومرض الشريان التاجي .
  - كيناز الكرياتين – عندما تكون إصابة العضلات الهيكلية غائبة، يكون CK-MB محددًا إلى حد ما لإصابة عضلة القلب.
  - تروبونين – يوجد مركب التروبونين في العضلات الهيكلية والقلبية، ولكن يتم استخدام الأشكال الخاصة بالقلب من التروبونين I والتروبونين T كمؤشرات حساسة ومحددة لتلف القلب إذا كان هناك اشتباه في الإصابة بمتلازمة الشريان التاجي الحادة . لا يقتصر وجود التروبونين على احتشاء عضلة القلب، لذا يجب أخذ حالات أخرى في الاعتبار (على سبيل المثال، قصور القلب ، اعتلال عضلة القلب، الصدمات، إزالة الرجفان ، تقويم نظم القلب، إغلاق العيب الحاجز الأذيني، الاستئصال بالترددات الراديوية ، السمية من العلاج الكيميائي ، سم الثعبان ، التسمم بالسيانيد ، تشريح الأبهر الصاعد، السكتة الدماغية ، النوبات ).
- تخطيط صدى القلب ("إيكو"): تصوير القلب بالموجات فوق الصوتية لفحص الحجرات والصمامات وتدفق الدم. غالبًا ما يستخدم تأثير دوبلر لتحديد تدفق الدم عبر الصمامات (تضيق وارتجاع) ومن خلال الحاجز (ASD وVSD). يمكن استخدام المحلول الملحي المهتز كعامل تباين لتدفق الدم والفقاعات الدقيقة لتدفق الدم الشعري.
  - تخطيط صدى القلب عبر الصدر (TTE): تخطيط صدى القلب للقلب من خلال الصدر خارج الجسم. تعتبر عملية إجرائها أسهل بكثير من تقنية تخطيط صدى القلب عبر المريء لأنها غير جراحية وتستغرق وقتًا أقل، ولكنها تعاني من العديد من العيوب (خاصة وضوح الصور).
  - تخطيط صدى القلب عبر المريء (TEE): تخطيط صدى القلب للقلب من خلال المريء . قد يتطلب TEE تخديرًا خفيفًا أو تخديرًا عامًا ويجب ألا يكون المريض تحت الجلد .
- التصوير بالرنين المغناطيسي للقلب والأوعية الدموية (CMR): التصوير بالرنين المغناطيسي للقلب الذي يستخدم تخطيط كهربية القلب لتحديد الوظائف الميكانيكية المحددة للقلب.
- اختبار إجهاد القلب – اختبار نظام القلب والأوعية الدموية من خلال ممارسة التمارين الرياضية أو الأدوية الخاضعة للرقابة.
- التسمع – الاستماع إلى الأصوات (على سبيل المثال، أصوات القلب ) باستخدام سماعة الطبيب .
- تخطيط كهربية القلب (ECG أو EKG): قياس النشاط الكهربائي للقلب، عادة باستخدام 4 أو 10 أقطاب كهربائية على الجلد.
- جهاز هولتر لمراقبة تخطيط القلب – جهاز تخطيط كهربية القلب المحمول للمراقبة المستمرة.
- دراسة كهرباء القلب – دراسة النشاط الكهربائي للقلب من خلال استخدام القسطرة التي توضع في القلب عن طريق الأوردة أو الشرايين.
- جهاز قياس ضغط الدم – سوار ضغط الدم المستخدم لقياس ضغط الدم الشرياني.
- العلامات القلبية – اختبار العلامات الحيوية في الدم والتي قد تشير إلى حالات مختلفة.
- قسطرة الشرايين التاجية – قسطرة الشرايين التاجية.
  - احتياطي التدفق الجزئي (FFR): اختبار تدفق الدم عبر تضيق الشريان التاجي لتحديد تروية القلب.
  - الموجات فوق الصوتية داخل الأوعية الدموية (IVUS): تصوير الشرايين التاجية بالموجات فوق الصوتية.
  - التصوير المقطعي البصري (OCT): الاختبار من خلال استخدام التشتت البصري لمرض الشريان التاجي .

## الأدوية
هناك عدة فئات من الأدوية الصيدلانية المستخدمة في أمراض القلب لإدارة أمراض مختلفة والعديد منها لها آثار جانبية قلبية وعائية.

### أدوية الجهاز القلبي الوعائي
تعمل الأدوية التي تعالج النظام القلبي الوعائي على القيام بذلك من خلال عدة طرق. الأول هو القنوات الأيونية ، والتي يتم العلاج بها في كثير من الأحيان لإدارة عدم انتظام ضربات القلب . والثانية هي المستقبلات بأنواعها المختلفة. ثالثا: العلاج بالإنزيمات .

#### القنوات الأيونية
القنوات الأيونية مسؤولة عن جهد غشاء الخلية ، والاستقطاب، وإعادة الاستقطاب. تؤدي هذه الإجراءات إلى توصيل الإشارات إلى الأعصاب وانقباض الخلايا العضلية القلبية. ولعل أبرز عمليات العلاج بالقنوات الأيونية تتم من خلال العوامل المضادة لاضطراب النظم . يتم تصنيف هذه العوامل عادةً حسب نوع الأيون الذي يعالج به، ويُطلق عليها تصنيف فوغان ويليامز :
- الفئة الأولى - حاصرات قنوات الصوديوم
  - الفئة الأولى أ - قنوات الصوديوم السريعة ( الكينيدين ، الأجمالين ، البروكيناميد ، الديسوبيراميد )
  - الفئة الأولى ب - قنوات الصوديوم ( الليدوكايين ، الفينيتوين ، الميكسيليتين ، التوكاينيد )
  - الفئة الأولى ج - انخفاض الموصلية ( إنكاينيد ، فليكاينيد ، بروبافينون ، موريسيزين )
- الفئة الثانية - حاصرات بيتا ( كارفيديلول ، بروبرانولول ، إسمولول ، تيمولول ، ميتوبرولول ، أتينولول ، بيسوبرولول )
- الفئة الثالثة - حاصرات قنوات البوتاسيوم ( أميودارون ، سوتالول ، إيبوتيليد ، دوفيتيليد ، درونيدارون )
- الفئة الرابعة - حاصرات قنوات الكالسيوم ( فيراباميل ، ديلتيازيم )
- الفئة الخامسة - أخرى ( أدينوزين ، ديجوكسين ، كبريتات المغنيسيوم )

على وجه التحديد، النوع I، III، & IV للعلاج بقنوات الأيون بينما غيرها ليست كذلك.

#### المستقبلات
المستقبل الأدرينالي هو مجموعة من المستقبلات التي يتم العلاج بها بشكل شائع. يتم التحكم في أربع خصائص للقلب - الكرونوتروبي ، والدروموتروبي ، والإينوتروبي ، واللوسيتروبي - عن طريق المستقبلات الأدرينالية. على سبيل المثال، يعمل مستقبل β1 على زيادة كل هذه الخصائص الأربع: كرونوتروبي في العقدة الجيبية الأذينية ، ودروموتروبي من خلال العقدة الأذينية البطينية ، وإينوتروبي الخلايا العضلية القلبية من خلال زيادة الكالسيوم، ولوسيتروبي من خلال فسفرة الفوسفولامبان . الكاتيكولامينات هي مجموعة من الأدوية والهرمونات التي تعمل على العلاج بمستقبلات الأدرينالية. الكاتيكولامينات الطبيعية هي النورأدرينالين والأدرينالين والدوبامين . هناك العديد من الأدوية الأخرى (على سبيل المثال، الدوبامين ، الإيفيدرين ، الأيزوبروتيرينول ) التي تعالج بالمستقبلات الأدرينالية ولها خصوصية متفاوتة للمستقبلات، وبالتالي، يتم استخدامها لأسباب مختلفة.
تعمل مضادات مستقبلات الأنجيوتنسين 2 (ARBs) على حجب مستقبلات الأنجيوتنسين 2 المرتبطة بارتفاع ضغط الدم وقصور القلب، وذلك بشكل رئيسي من خلال توسع الأوعية الدموية وتثبيط إعادة تشكيل القلب.

#### الإنزيمات
تعمل مثبطات الإنزيم المحول للأنجيوتنسين بشكل يسبق مضادات مستقبلات الأنجيوتنسين II ولها تأثيرات مماثلة في علاج ارتفاع ضغط الدم وقصور القلب.
تعمل نتروبروسيد الصوديوم والنيتروجليسرين عن طريق التسبب في توسع الأوعية الدموية من خلال أكسيد النيتريك ، والذي يغيير بمستويات cGMP من خلال غوانيلات سايكلياز
يتم استخدام مثبطات COX (مثل الأسبرين )، والوارفارين ، ومثبطات Xa المباشرة ، ومثبطات الثرومبين المباشرة ، والهيبارين ، والهيبارينات منخفضة الوزن الجزيئي ، والأجسام المضادة (مثل أبيكسيماب )، وعدد قليل من الأدوية الأخرى في العلاج المضاد للتخثر . وهذا مهم في الأشخاص المعرضين لجلطات الدم (على سبيل المثال، العامل الخامس لايدن ) ولكن أيضًا لتكوين الخثرة عندما ينفجر اللويحة التصلبية التي من شأنها أن تؤدي، بخلاف ذلك، إلى احتشاء عضلة القلب .

### الأدوية ذات الآثار الجانبية القلبية الوعائية
هناك العديد من فئات الأدوية التي لها آثار جانبية معروفة على القلب والأوعية الدموية.
- التخدير – كقاعدة عامة، فإن جميع العوامل المستخدمة في التخدير لها تأثيرات مثبطة على الجهاز القلبي الوعائي باستثناء الكيتامين .
- العلاج الكيميائي – يعد الدوكسوروبيسين أحد العوامل المعروفة بتأثيرها السمي على القلب (يؤدي إلى اعتلال عضلة القلب المتوسع ). والنوع الآخر هو التراستوزوماب. يمكن أن تؤدي مثبطات نقاط التفتيش المناعية أيضًا إلى سمية القلب.
- مدرات البول – التأثير الأساسي لمدرات البول هو إزالة الحجم داخل الأوعية الدموية، مما يؤدي بعد ذلك إلى فوائد ثانوية للجهاز القلبي الوعائي في أمراض مثل قصور القلب.
- الليثيوم – التأثير المشوه للجينات المسبب لمتلازمة إيبشتاين لدى الأمهات اللاتي يتناولن الليثيوم.
- المواد الأفيونية – تقلل ضغط الدم.
- مثبطات السيروتونين الانتقائية (SSRIs) – تسبب السمية عدم انتظام ضربات القلب بما في ذلك تسرع القلب الجيبي ، وإيقاعات الوصلات ، ومتلازمة ثلاثية التوائم . تتفاعل مثبطات استرداد السيروتونين الانتقائية أيضًا مع العلاج المضاد للتخثر وتزيد من خطر النزيف أثناء تناولها.
- مثبطات إعادة امتصاص السيروتونين والنورادرينالين (SNRIs) – بسبب التلاعب بالنورأدرينالين، يمكن أن تسبب مثبطات إعادة امتصاص السيروتونين والنورادرينالين ارتفاع ضغط الدم، لذلك يجب خفض ارتفاع ضغط الدم قبل البدء في تناول مثبطات إعادة امتصاص السيروتونين والنورادرينالين.
- مضادات الاكتئاب ثلاثية الحلقات (TCAs) – تتصرف مضادات الاكتئاب ثلاثية الحلقات مثل مضادات عدم انتظام ضربات القلب من النوع Ia ويمكنها إنهاء الرجفان البطيني وتقليل الانقباض. كما أنها يمكن أن تسبب تسرع القلب وانخفاض ضغط الدم.

## منظمات أمراض القلب
- الكلية الأمريكية لأمراض القلب
- جمعية القلب الامريكية
- جمعية إيقاع القلب
- جمعية القلب الهندية
- مؤسسة القلب الوطنية في أستراليا

## منشورات أمراض القلب
- اكتا كارديولوجيكا
- المجلة الأمريكية لأمراض القلب
- حوليات التخدير القلبي
- طب القلب
- مراجعة طب القلب
- التوزيع
- بحوث الدورة الدموية
- ارتفاع ضغط الدم السريري والتجريبي
- طب القلب السريري
- EP – يوروبيس
- المجلة الأوروبية للقلب
- طب القلب التجريبي والسريري
- قلب
- إيقاع القلب
- المجلة الدولية لأمراض القلب
- مجلة الكلية الأمريكية لأمراض القلب
- تنظيم ضربات القلب والكهرباء الفيزيولوجية السريرية

## شخصيات مؤثرة في مجال أمراض القلب
- روبرت أتكينز (1930-2003) – معروف بنظام أتكينز الغذائي
- يوجين براونوالد (من مواليد 1929) – محرر مجلة براونوالد لأمراض القلب وأكثر من 1000 منشور
- والاس بريدجدن (1916-2008) – اكتشف اعتلال عضلة القلب
- ويليام أينتهوفن (1860-1927) – عالم فيزيولوجيا قام ببناء أول مخطط كهربية القلب العملي وفاز بجائزة نوبل في الفسيولوجيا أو الطب عام 1924 ("لاكتشاف آلية تخطيط القلب")
- فيرنر فورسمان (1904-1979) – الذي أجرى أول قسطرة بشرية لنفسه، مما أدى إلى طرده من مستشفى شاريتيه في برلين ، وترك تخصص أمراض القلب، ثم فاز بجائزة نوبل في الفسيولوجيا أو الطب عام 1956 ("لاكتشافاته المتعلقة بقسطرة القلب والتغيرات المرضية في الدورة الدموية")
- أندرياس جروينتزيج (1939-1985) – أول من طور عملية توسيع الأوعية الدموية بالبالون
- ماكس هولزمان (1899-1994) – أحد مؤسسي الجمعية السويسرية لأمراض القلب، ورئيسها من عام 1952 إلى عام 1955
- صمويل أ. ليفين (1891-1966) – تعرف على العلامة المعروفة باسم علامة ليفين بالإضافة إلى التصنيف الحالي لشدة نفخات القلب ، والمعروفة باسم مقياس ليفين
- برنارد لون (من مواليد 1921) معروف بكونه المطور الأصلي لجهاز إزالة الرجفان
- هنري ماريوت (1917–2007) – تفسير تخطيط القلب الكهربائي وكتاب ماريوت العملي عن تخطيط القلب الكهربائي
- جاكلين نونان (من مواليد 1928) – مكتشفة متلازمة نونان التي تعد السبب الرئيسي لأمراض القلب الخلقية
- جون باركنسون (1885–1976) – معروف بمتلازمة وولف-باركنسون-وايت
- هيلين ب. تاوسيج (1898-1986) – مؤسسة طب قلب الأطفال وعملت على نطاق واسع على متلازمة الطفل الأزرق
- بول دودلي وايت (1886-1973) – معروف بمتلازمة وولف-باركنسون-وايت
- لويس وولف (1898–1972) – معروف بمتلازمة وولف-باركنسون-وايت
- ستيوارت وولف (1914-2005) – معروف بأبحاثه حول تأثير روزيتو

## الروابط الخارجية
- المعهد الوطني للصحة (NIH) في الولايات المتحدة: القلب والدورة الدموية
- كلية أمريكية للقلب
- دليل للمبتدئين لفهم علم القلب
- موقع أخبار علم القلب
- ملخصات اختبارات القلب
- تعليم لمختصي أمراض القلب